# Amphimedon complanata
Amphimedon complanata är en svampdjursart som först beskrevs av Duchassaing 1850.  Amphimedon complanata ingår i släktet Amphimedon och familjen Niphatidae. Inga underarter finns listade i Catalogue of Life.